# Arthur Fitzsimons
Arthur Fitzsimons (Dublino, 16 dicembre 1929 – 9 maggio 2018) è stato un calciatore irlandese, di ruolo attaccante.
Iniziò la carriera professionistica in Irlanda con la maglia dello Shelbourne nel 1946.
Nel 1949 si trasferì nel ben più quotato calcio inglese, indossando per dieci anni la maglia del Middlesbrough.
Concluse la sua carriera giocando per un breve periodo nel Lincoln City e per due stagioni nel Mansfield Town.
Tra il 1949 e il 1959 disputò 26 partite con la maglia della selezione irlandese, segnando 7 reti. Partecipò tra l'altro alle qualificazioni a tre diversi Mondiali: 1950, 1954, 1958.
Dopo aver appeso gli scarpini al chiodo divenne allenatore prima del Drogheda United e poi dello Shamrock Rovers.
Nel 2009 è stato inserito nella Hall of Fame della Federazione calcistica dell'Irlanda.